# Ömer Kavur
Ömer Kavur (prononcé [œmɛɾ kɑvuɾ], né le 18 juin 1944 à Ankara en Turquie et mort le 12 mai 2005 d'un cancer, à Istanbul) est un réalisateur, producteur et scénariste turc. Il a réalisé 14 films entre 1974 et 2003. Son film Gece Yolculuğu (Le voyage de nuit) a été projeté dans la section Un Certain Regard du Festival de Cannes 1988. Neuf ans plus tard, son film Akrebin Yolculuğu a également été projeté au Festival de Cannes 1997. 
Après le Festival international du film de La Rochelle en 1996 , le Festival international des cinémas d'Asie 2010 lui a rendu hommage en projetant l’intégralité de son œuvre cinématographique.

## Biographie
Ömer Kavur a été étudiant au CLCF

## Filmographie
- 1974 : Eminé couche-toi là (Yatik Emine)
- 1979 : Les Gamins d'Istanbul (Yusuf ile kenan)
- 1981 : Une histoire d'amour brisée (Kirik bir ask hikayesi)
- 1981 : Ah la belle Istanbul (Ah güzel Istanbul)
- 1982 : Le Lac (Göl)
- 1985 : Colin-maillard (Korebe)
- 1985 : La Route désespérée (Amansiz Yol)
- 1987 : Le Voyage de nuit (Gece Yolculuğu )
- 1987 : L'Hôtel de la mère patrie (Anayurt Oteli)
- 1991 : Le Visage secret (Gizli yüz )
- 1995 : Rencontre (Bulusma), court métrage.
- 1996 : Ask üzerine söylenmemis hersey
- 1997 : Le Voyage d'une montre (Akrebin Yolculuğu)
- 2000 : Melekler Evi
- 2003 : Karsilasma

## Récompenses

### Festival international du film d'Istanbul
- Ömer Kavur a remporté 4 fois le prix national [5]:

- en 1997 pour Akrebin Yolculuğu 
- en 1992 pour Gizli yüz
- en 1987 pour Anayurt Oteli
- en 1986 pour Amansiz Yol

### Festival international du film d'Antalya
- 1979 : Orange d'or du meilleur scénario pour Les Gamins d'Istanbul (Yusuf ile kenan)
- 1982 : Orange d'or du meilleur réalisateur
- 1987 : Orange d'or du meilleur réalisateur
- 1988 : Orange d'or du meilleur film et du meilleur réalisateur pour Le Voyage de nuit (Gece Yolculuğu )
- 1991 : Orange d'or du meilleur film pour Le Visage secret (Gizli yüz )
- 1998 : Orange d'or du meilleur réalisateur
- 2003 : Orange d'or du meilleur film, du meilleur réalisateur et du meilleur scénario pour Karsilasma

### Festival des trois continents
- 1987 : Montgolfière d'or pour L'Hôtel de la mère patrie (Anayurt Oteli)